# لين غيل
لين غيل (بالإنجليزية: Len Gale)‏ هو لاعب كرة قدم أسترالية أسترالي، ولد في 18 أبريل 1897 في Hawthorn, Victoria ‏ في أستراليا، وتوفي في 25 يونيو 1948 في فيتزوري ‏ في أستراليا بسبب حادث مرور.

## وصلات خارجية
- لين غيل على موقع AustralianFootball.com (الإنجليزية)
- لين غيل على موقع AFLtables.com (الإنجليزية)